# Thể thơ alexanđrin Séc
Alexanđrin Séc (tiếng Séc: český alexandrín) là một thể thơ nằm trong kho tàng văn học Séc thế kỷ 20. Thể thơ này có quy tắc dựa trên thể alexanđrin Pháp. Mỗi câu có mười hai hoặc mười ba âm tiết và sau âm tiết thứ sáu có ngắt nghỉ.
Thể thơ alexanđrin Séc cũng không rõ ràng về mặt gieo vần vì trọng âm của ngôn ngữ. So với thể thơ sáu chữ iambơ và thể thơ bốn chữ Đactin, alexandrine của Séc bảo toàn tất cả các vị trí gieo vần trong các câu thơ:
```
thể thơ sáu chữ iambơ: s S 
s S s
 S | s S 
s S s
 S 
(s)

thể thơ bốn chữ Đactin: S s 
s S s
 s | S s 
s S s
 s s 
(s)

thể thơ alexanđrin Séc: o o 
s S s
 o | o o 
s S s
 o 
(s)

S = âm tiết là trọng âm; s = âm tiết không là trọng âm; o = một trong hai đều được.
```

Thể thơ alexanđrin Séc cho phép hai nhịp thơ song song với nhau.

## Một số ví dụ
"Hrál kdosi na hoboj " của Karel Hlaváček là một bài thơ ngắn viết theo thể thơ alexanđrin Séc:
Hrál kdosi na hoboj, a hrál již kolik dní,

hrál vždycky navečer touž píseň mollovou

a ani nerozžal si oheň pobřežní,

neb všecky ohně prý tu zhasnou, uplovou.

Hrál dlouze na hoboj, v tmách na pobřeží, v tmách,

na plochém pobřeží, kde nikdo nepřistál:

Hrál pro svou Lhostejnost, či hrál spíš pro svůj Strach?

Byl tichý Pastevec, či vyděděný Král?

Hrál smutně na hoboj. Vzduch zhluboka se chvěl

pod písní váhavou a jemnou, mollovou…

A od vod teskně zpět mu hoboj vlhkem zněl:

Jsou ohně marny, jsou, vždy zhasnou, uplovou.
Quy tắc ngắt nghỉ cũng là cách để những câu thơ được vắt dòng. Ví dụ như bài thơ "Sedmá elegie" của Jiří Orten:
Píši vám, Karino, a nevím, zda jste živa,

zda nejste nyní tam, kde se už netoužívá,

zda zatím neskonal váš nebezpečný věk.

Jste mrtva? Poproste tedy svůj náhrobek,

aby se nadlehčil. Poproste růže, paní,

aby se zavřely. Poproste rozpadání,

aby vám přečetlo list o mém rozpadu.